# Сакая, Тадаси
Тадаси Сакая (яп. 昌谷忠; сентябрь 1887, префектура Токио — 28 мая 1972, Япония) — японский дипломат, посол Японии в Финляндии (1940—1944).

## Биография
В 1914 году окончил юридический факультет Токийского императорского университета и поступил на службу в Министерство иностранных дел Японии.
Проходил службу в качестве первого секретаря посольства Японии в Германии, генерального консула Японии в Хайкоу и других должностях.
С ноября 1940 по 1944 год был чрезвычайным и полномочным послом Японии в Финляндии. 19 сентября 1944 года правительство Финляндии подписало мирный договор с союзными державами и прекратило дипломатические отношения со странами «оси» и их союзниками в связи с чем дипломатические отношения с Японией были прерваны и восстановлены только в 1952 году на уровне консульств (с 8 марта 1957 года — на уровне посольств).